# Krušvari
Krušvari is een plaats in de gemeente Buzet in de Kroatische provincie Istrië. De plaats telt 80 inwoners (2001).